# Boblas
Boblas ist ein Ortsteil der Stadt Naumburg (Saale) in Sachsen-Anhalt.

## Lage

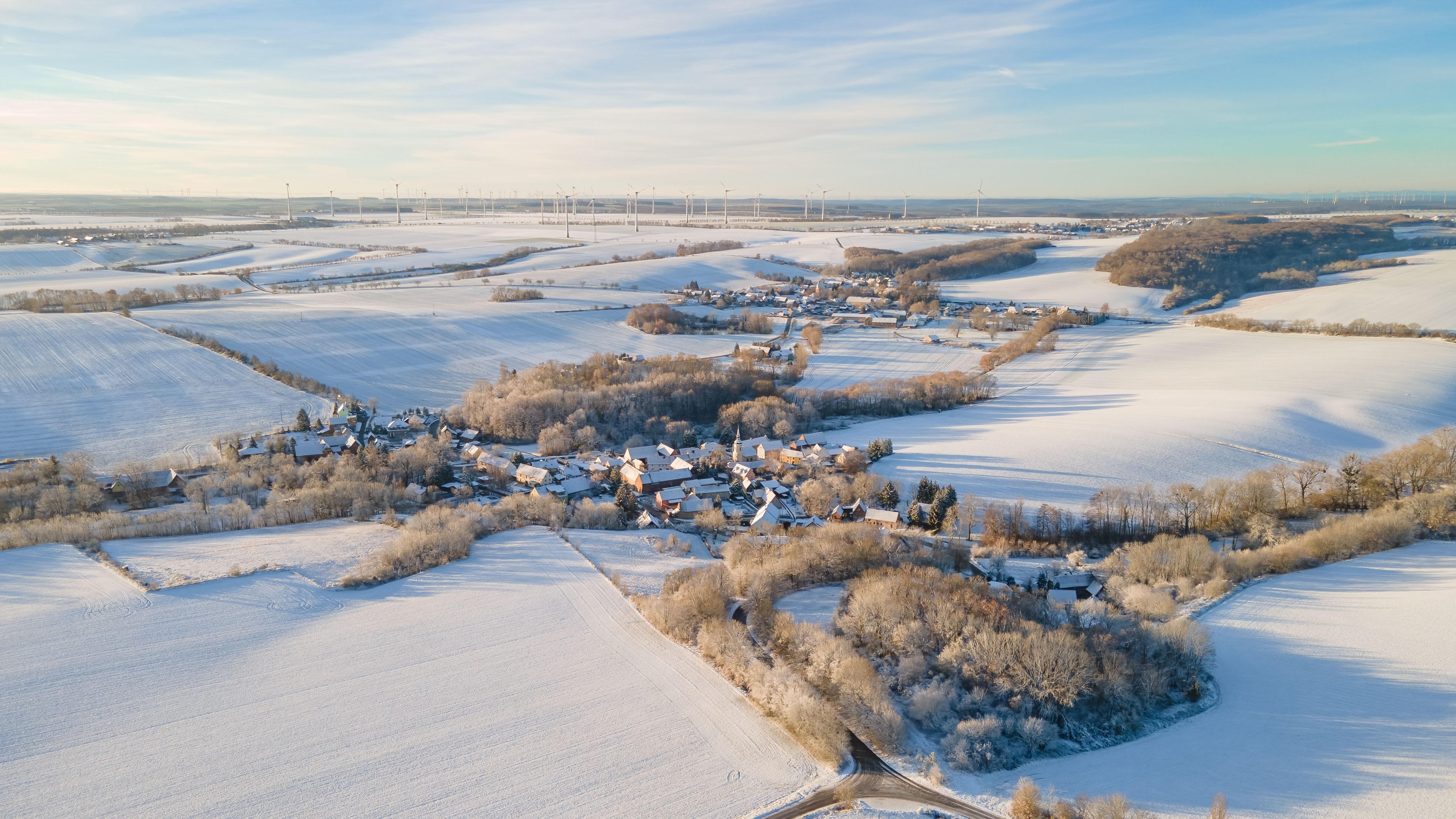
Luftaufnahme von Boblas im Winter

Das Dorf Boblas liegt etwa 4 km südlich der Stadt Naumburg am Rande des Lösshügellandes um Zeitz und Naumburg, einem Ausläufer der Leipziger Tieflandbucht. Die Boblaser Gemarkung bildet einen Teil des Geo-Naturparkes Saale-Unstrut-Triasland.

## Geschichte
Die Gründung und der Ursprung des Ortes Boblas sind nicht bekannt. Die Namensschreibweise Bobeluz oder auch Poblitz, lässt auf eine slawische Siedlungsgründung schließen. Abgeleitet wird der Ortsname von Bob (Lagerstädte zum Weiden) und Luce (Sumpf, Morast). Diese Deutung wird damit begründet, dass der Kugelbach früher in der Umgebung des Dorfes sumpfige Wiesen bildete, die später erst durch die Trockenlegung und Abholzung verschwanden.
Die erste Nennung des Ortes und des hochangesehenen und freien Dynastengeschlechtes stammt aus einer Urkunde des Bischofs Udo I. von Naumburg aus dem Jahre 1140, über die Verlegung des Zisterzienserklosters von Schmölln nach Pforte. In dieser findet sich unter den Zeugen auch ein Nobiles Reinhardus de Bobuluz. Der Bruder des Reinhard von Bebelz, Berthold, war 1130 Domdechant, 1140 Dompropst und von 1154 bis 1161 als Berthold I. von Boblas Bischof des Bistums Naumburg. Letztmals wird die Familie 1204 genannt, als Berthold von Bobeluz das Dorf Tribun (Flemmingen) zu Lehen erhielt. Im Urkundenbuch Hst, Naumburg S. 187 ist der 3. Januar 1148 erstmals genannt worden.
Nachfolgend ging der Ort als Lehen an die Schenken von der Rudelsburg. 1413 erhielt die Familie von Bünau das Dorf vom Markgrafen von Meißen als Lehen. Boblas erscheint häufiger in den Urkunden des Naumburger Domstifts, das dort Güter besaß. Das schon zu dieser Zeit existierende Rittergut in Boblas besaß auch Güter in Neidschütz.
1578 wurde das Boblaser Gutshaus gebaut. Anschließend besaßen die von Portzig das Gut, welches sie 1730 an die Familie von Tümpling veräußerten. Letzter Besitzer war die Familie von der Planitz. Über mehrere Jahrhunderte gehörte Boblas zum wettinischen Kreisamt Eisenberg, welches aufgrund mehrerer Teilungen im Lauf seines Bestehens unter der Hoheit verschiedener Ernestinischer Herzogtümer stand.
1676 brach in Boblas die Rote Ruhr aus, welche viele Opfer forderte. Nachdem die Seuche 1681 erneut ausbrach, musste man den Ort von der Umwelt absperren. Aus alten Kirchenbüchern ist ersichtlich, dass allein in einem Jahr 15 Menschen an der Seuche starben. Noch im Jahr 1772 gedachte Pastor Zeidler eines faulen Fiebers. Neben einem Schneider, Tischler, Fleischer, Huf- und Waffenschmied war 1765 sogar ein Chirurg und Barbier namens Johann Gottlieb Renner im Ort ansässig, welcher neben dem Rasieren und Scheren auch die Kunst des Schröpfens und des Aderlassens beherrschte. Als Ende des 18. Jahrhunderts eine Branntweinbrennerei in Boblas arbeitete, freute das auch die Einwohner. Die Ortschronik berichtet von einer Zunahme der Spiel- und Trunksucht in diesen Jahren.
Im frühen 19. Jahrhundert gehörte Boblas zum Fürstentum Sachsen-Altenburg. Zu dieser Zeit führte Boblas 28 Häuser und 200 Einwohner. Im Norden und Osten grenzte die Boblaser Mark seit 1815 an Preußen, welches Boblas auch postamtlich bediente. 1826 kam der Ort mit dem Nordteil des Kreisamts Eisenberg vom Herzogtum Sachsen-Gotha-Altenburg zum Herzogtum Sachsen-Meiningen und wurde Teil der Exklave Camburg. 1853 waren in Boblas 625 Schafe, 114 Rinder, 106 Schweine, 29 Pferde und 27 Ziegen. Nach dem Wegfall der Weideflächen reduzierte sich der Viehbestand und es gab nur noch 183 Schweine, 174 Rinder, 38 Ziegen und 34 Pferde jedoch keine Schafe mehr. Erst langsam erhöhte sich die Zahl der Tiere und 1892 hatte man nun 238 Schweine, 210 Rinder, 70 Ziegen, 38 Pferde und 7 Schafe.
Von 1922 bis 1939 gehörte Boblas zur Kreisabteilung Camburg, anschließend bis 1948 zum thüringischen Landkreis Stadtroda, danach kurzzeitig zum Landkreis Jena. Bei der Gebietsreform von 1952 in der DDR kam Boblas zum neu gebildeten Kreis Naumburg im Bezirk Halle, wodurch seine Zugehörigkeit zu Thüringen endete. 1957 verlor Boblas den Gemeindestatus und wurde an Neidschütz angeschlossen. Durch die Gebietsreform nach der Wiedervereinigung der beiden deutschen Staaten kam Boblas zum Burgenlandkreis und wurde am 13. Juli 1991 nach Naumburg eingemeindet.

## Boblaser Kirche

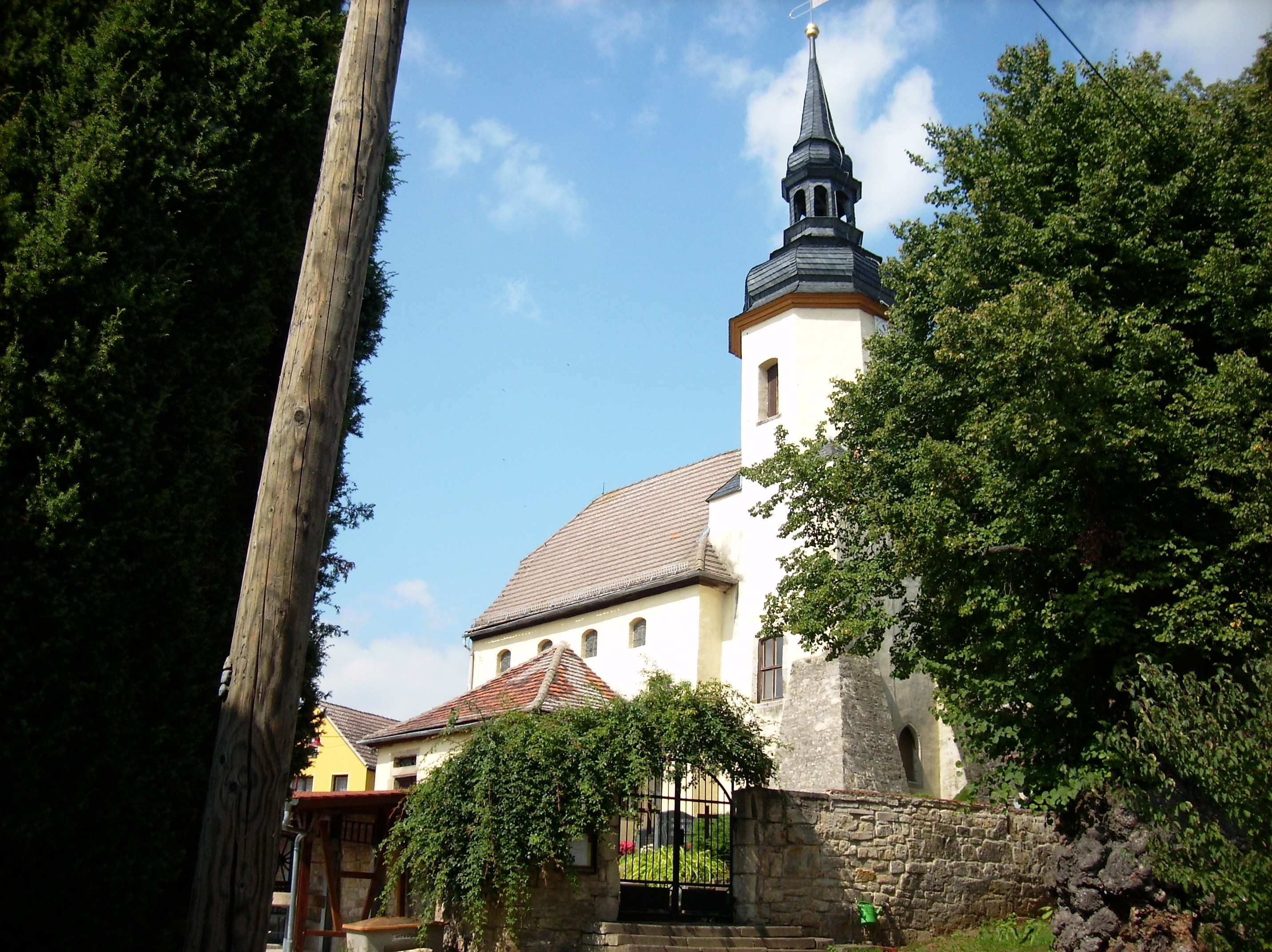
Kirche Boblas

Die im 13. Jahrhundert erbaute Kirche wurde 1717 mit einer Orgel (Baujahr 1695) aus Altenrode ausgestattet. 1747 und 1752 wurde die Kirche renoviert.
1995 wurde die alte Wetterfahne abgenommen und durch einen originalgetreuen Nachbau ersetzt. 1997 wurde die Turmuhr instand gesetzt und im Jahr 2000 die Kirche umfassend restauriert. Im Jahre 2011 erfolgte, finanziert durch Spenden der Boblaser Einwohner, eine Generalüberholung der Turmuhr. 2016 wurde das Uhrwerk in Eigeninitiative elektrifiziert. Bis zur Umstellung musste der Glockenturm täglich bestiegen werden, um Gewichte per Hand aufzuziehen.

## Mühlen
In Boblas befinden sich zwei Mühlen, die Neumühle und die Lochmühle.
Die Neumühle war die größte und wichtigste Mühle im Tal. Die 1670 erstmals erwähnte Mühle brannte 1882 ab und wurde dann neu aufgebaut. Sie besaß mit einem Durchmesser von neun Metern das größte Mühlenrad Thüringens. Dieses wurde aber aufgrund starker Beschädigungen, bedingt durch den harten Winter 1933, durch eine Turbine ersetzt. Zur Mühle gehörten weiterhin eine Bäckerei und ein Gasthaus, die aber ab 1942 eingestellt wurden.
1953 wird das Mühlenanwesen von einem gewaltigen Hochwasser überrascht. Durch die Schlammmassen wurde die Mühle unbrauchbar.
Die alte Holzbrücke wurde 1978 durch eine Betonbrücke ersetzt, welche 22 Jahre später durch das schlimme Hochwasser am 30. April 2000 weggespült wurde.

## Boblas und das Hochwasser
Auch unter Hochwasser hatte Boblas viel zu leiden. Nach starken Gewitterregen oder Tauwetter konnten der Kugelbach und der Bielbach die Wassermassen häufig nicht mehr fassen. Für Boblas war dies besonders gefährlich, da die ganzen Abdachungen der Molauer Platte zwischen Prießnitz, Neuflemmingen, Janisroda und dem Buchholz ihre Fluten ins Tal führten.
In der Chronik werden derartige Überschwemmungen 1674, 1749, 1750, 1751, 1821 und 1845 genannt und großer Gebäudeschaden aufgeführt. Auch 1977 führten der Bielbach und der Kugelbach Hochwasser, wobei die Kugelbachbrücke zerstört wurde, welche bis heute nicht wiederhergestellt wurde, sondern ein Stück versetzt durch eine neue Brücke ersetzt wurde.
Das letzte große Hochwasser war im Jahr 2000. Unmassen von Schlamm hatte die nächtliche Sintflut auf Straßen und Grundstücke gespült. Der Neidschützer Bach hatte sogar die Betonbrücke mitgenommen.

## Freiwillige Feuerwehr Boblas
Wann die Freiwillige Feuerwehr gegründet wurde, ist nicht bekannt. Als Anhaltspunkt gilt die Handdruckspritze von 1886, die später durch eine Motorspritze von Flader (Baujahr 1935) ersetzt wurde.

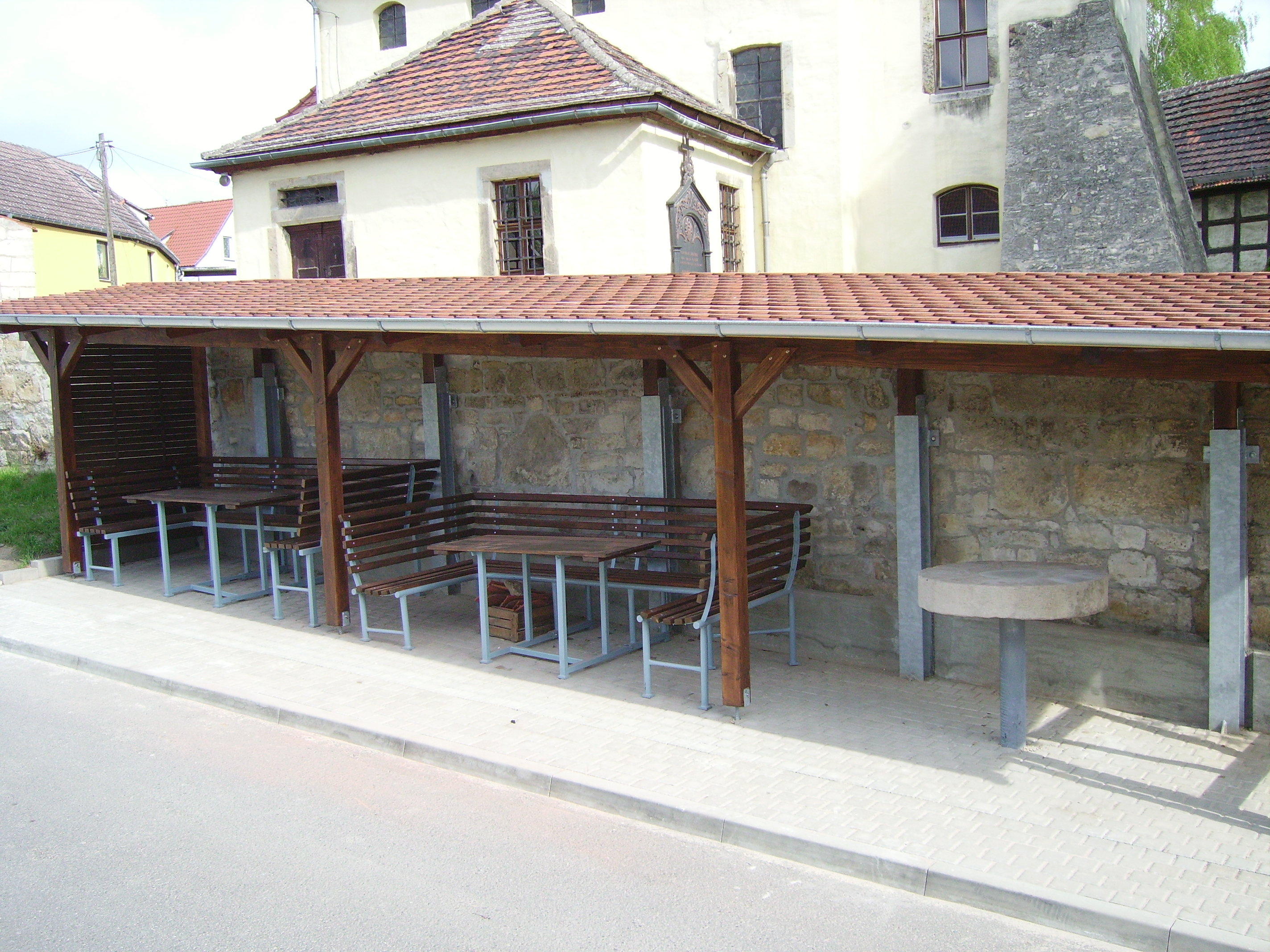
Leiterhaus an der Kirche zu Boblas nach der Sanierung 2008

Bereits 1850 wurde das Leiterhaus erbaut, welches zur Aufbewahrung der Feuerwehrleitern diente. Später wird es als Dorftreffpunkt genutzt. 2008 wurde es komplett saniert.
In der DDR war die Feuerwehr eine Kommandostelle der Freiwilligen Feuerwehr Neidschütz. Mit der Eingemeindung nach Naumburg (Saale) wurde die Wehr wieder eine eigenständige Ortsfeuerwehr.
1992 wird die Jugendfeuerwehr, eine Nachfolgeorganisation der Jungen Brandschutzhelfer, gegründet. Seit 2017 ruht der Dienstbetrieb.
Im Jahre 2011 bekam die Freiwillige Feuerwehr Boblas ein Mannschaftstransportfahrzeug (VW T5, Baujahr 2010). Es ersetzt ein Kleinlöschfahrzeug (Barkas B 1000, Baujahr 1982), das die Feuerwehr 1993 erhielt.
Die Beladung des Kleinlöschfahrzeugs ist im Wesentlichen auf einen Pkw-Anhänger (der als Tragkraftspritzenanhänger fungiert) verladen worden.
Seit 2004 veranstaltet die Feuerwehr jedes Jahr am Tag vor der Zeitumstellung von Sommer- auf Winterzeit das Boblaser Drachenfest.

## Schützenverein
Die ehemaligen Gasträume der Neumühle sind mit einem besonderen Ereignis in der Dorfchronik verbunden.
Im Jahre 1906 gründeten in der Gaststätte 13 Einwohner den Schützenverein Boblas-Neidschütz. Federführend ist der damalige Dorfschullehrer Bähring. Die Gemeinschaft fand in den Räumlichkeiten der Neumühle ideale Bedingungen für ein reges Vereinsleben. Hinzu kam, dass der ehemalige Eigentümer der Neumühle ein engagierter Wegbereiter und Gründungsmitglied war.
Als 1919 die Neumühle verkauft wurde, mussten sich die Vereinsmitglieder ein neues Domizil suchen.
Einer günstigen Situation folgend, wurde die Abraumhalde der ehemaligen, in Konkurs gegangenen Kohlengrube "Georgsvereinigung" gekauft und kultiviert. Wege wurden angelegt und eine Schießanlage errichtet. Gemeinsam wurden auf dem Gelände ein Schützenhaus und eine Gaststätte mit großem Saal gebaut.
Die Aktivitäten wurden selbst während des Zweiten Weltkrieges fortgeführt. Nach dem Ende des Krieges, der auch viele Opfer aus den Reihen des Vereins forderte, kam das Aus für den Schützenverein.
Nach 1990 erinnerten nur noch die nun großen Bäume an das Vergangene. Am 24. Mai 1991 riefen 14 Boblaser, in einem Kellerraum der ehemaligen Dorfschule, den "Schützenverein Neidschütz/Boblas" wieder ins Leben. Im Herbst 1991 führten die Schützen dann auch ihr erstes Schützenfest durch, und der Erfolg zeigte, die Einwohner standen hinter ihnen. Im Jahr 1992 wurde die ehemalige Konsumgaststätte "Siedlungsklause", bestehend aus zwölf Containerteilen, von seinem damaligen Besitzer abgegeben und vom Verein auf den Schützenplatz umgesetzt und renoviert. Die neue Vereinsfahne wurde am 18. Juni 1994 geweiht. Die Einsicht, dass die ortsansässigen Vereine die Farbe der Kulturlandschaft sind und die Bitte, dem Verein den Schützenplatz als Eigentum zu überlassen, brachte die Schützen am 19. Juni 1995 für eine symbolische Mark wieder in Besitz dieses Grundstücks. Der Aus- und Umbau des ehemaligen Schießstandes wurde 1995 in Angriff genommen. Um die Nachwuchsfrage zu klären, rief man 1996 eine Jugendgruppe ins Leben. Bei Aufräumarbeiten wird die alte Kanone gefunden, welche 2006 nach einer Restauration wieder genutzt werden kann. 2006 wird auch die 1908 erstmals erwähnte Schützenkette gefunden und dem Schützenverein übergeben.
Alljährlich findet im dritten Juniwochenende das Schützenfest statt.

## Dorfleben Boblas e. V.
Dieser Verein wurde 2011 gegründet. Sein Ziel ist die Arbeit auf den Gebieten der Heimatkunde und Heimatpflege.

## Politik
Ortsbürgermeister von Boblas und Neidschütz ist Pascal Dix.